# Danish Student CubeSat Program
Danish Student CubeSat Program (DISCO) er et dansk CubeSat-initiativ på tværs af fire danske universiteter, Aalborg Universitet, Aarhus Universitet, IT-Universitetet i København og Syddansk Universitet, samt Naturvidenskabernes Hus og Industriens Fond. Programmet planlægger at opsende tre satellitter: DISCO-1, DISCO-2 og DISCO-3.
Alle tre satellitter er under udvikling, og den første satellit, DISCO-1, er planlagt til opsendelse tidligt i 2023. Opsendelsen foretages af Momentus Space via deres rumfartøj Vigoride og en Falcon 9-raket. DISCO-programmet har som mål at udbrede interesse indenfor STEM-fagene og rumteknologi blandt gymnasieelever. Dette sker ved at bygge jordstationer til benyttelse i gymnasieskolen, hvilket vil give eleverne en mulighed for at lære om satellitkommunikation. Derudover har programmet som mål at udbrede interessen for den praktiske viden indenfor rumindustrien, for de medvirkende studerende fra de deltagende universiteter. 

## DISCO-1
DISCO-1 er lavet i samarbejde mellem Aarhus Universitet og Aalborg Universitet, og opsendelsen er planlagt til det tidlige 2023. Målet med satellitten er at foretage eksperimenter i højhastighedskommunikation, og at give danske gymnasieelever erfaring med satellitkommunikation ved hjælp af flere mobile jordstationer. Udover dette vil DISCO-1 også udbyde ydelser til radioamatører.

## DISCO-2
DISCO-2 er lavet i samarbejde mellem Aarhus Universitet og IT-Universitetet i København, og opsendelsen er planlagt til 2023. Målet med satellitten er at overvåge det arktiske klima langs Grønlands kyst. Samt at give videnskabelige data til 3D kortlægning af gletsjere og kystlinjer for Arctic Research Center på Aarhus Universitet.

## DISCO-3
DISCO-3 skal laves i samarbejde mellem Syddansk Universitet og Aalborg Universitet. Satellitten er stadig i udviklingsfasen.